# Горно Аликьой
Горно Аликьой (на гръцки: Άνω Μανδριά, Ано Мандрия, до 1927 година Άνω Αλή Κιόι, Ано Али Кьой) е обезлюдено село в Република Гърция, разположено на територията на дем Бук (Паранести) в област Източна Македония и Тракия.

## География
Селото е било разположено в склоновете на Родопите, североизточно от Драма.

## История
В XIX век Горно Аликьой е турско село в Драмската каза на Османската империя.
След Междусъюзническата война в 1913 година Горно Аликьой попада в Гърция. През 1923 година селото е обезлюдено. Жителите на Горно Аликьой емигрират в Турция и селото не е обновено. През 1927 година името на селото е сменено от Горно Аликьой (Άνω Αλή Κιόι) на Ано Мандрия (Άνω Μανδριά).
| Година    | 1913 | 1920 | 1928 | 1940 | 1951 | 1961 | 1971 | 1981 | 1991 | 2001 | 2011 | 2021 |
| --------- | ---- | ---- | ---- | ---- | ---- | ---- | ---- | ---- | ---- | ---- | ---- | ---- |
| Население |      | 280  |      |      |      |      |      |      |      |      |      |      |